# Hawthorne (New Jersey)
Pour les articles homonymes, voir Hawthorne.
Hawthorne est une municipalité américaine située dans le comté de Passaic au New Jersey. Lors du recensement de 2010, sa population est de 18 791 habitants.

## Géographie
Selon le Bureau du recensement des États-Unis, la municipalité s'étend sur 3,36 milles carrés (8,7 km2), dont 0,03 mille carré (0,08 km2) d'étendues d'eau.

## Histoire
La ville devient un borough indépendant du township de Manchester en 1898. Elle doit son nom au romancier Nathaniel Hawthorne.

## Démographie
La population de Hawthorne est estimée à 19 101 habitants au 1er juillet 2017.
| Groupe                           | Hawthorne | New Jersey | États-Unis |
| -------------------------------- | --------- | ---------- | ---------- |
| Blancs                           | 91,7      | 72,4       | 76,9       |
| Métis                            | 1,9       | 2,2        | 2,6        |
| Afro-Américains                  | 1,6       | 15,0       | 13,3       |
| Asiatiques                       | 1,1       | 9,8        | 5,7        |
|                                  |           |            |            |
| Hispaniques et Latino-Américains | 20,4      | 20,0       | 17,8       |

Le revenu par habitant était en moyenne de 38 188 dollars par an entre 2012 et 2016, supérieur à la moyenne du New Jersey (37 538 dollars) et à la moyenne nationale (29 829 dollars). Sur cette même période, 4,7 % des habitants de Hawthorne vivaient sous le seuil de pauvreté (contre 10,4 % dans l'État et 12,7 % à l'échelle des États-Unis).